# Laurent Percelay
Laurent Percelay (Antony, 12 september 1968) is een Frans stripauteur, bekend onder het pseudoniem James.  
Hij begon zijn professionele carrière in marketing en werd artistiek directeur in een reclamebureau. Pas op zijn dertigste begon hij een carrière als striptekenaar. Hij tekende voor het Franse stripblad Mickey en werkte aan een webcomic. Zijn bekendste strip is Dans mon open space die gaat over het leven op kantoor en waarin James zichzelf portretteert als een gezette beer. James tekende ook een strip voor het economisch weekblad Challenges.